# Institut Nacional de Meteorologia del Brasil
L'Institut Nacional de Meteorologia del Brasil (INMET) és una agència federal sota l'administració directa del Ministeri d'Agricultura, Ramaderia i Subministrament (MAPA), creada el 1909 amb la missió de proporcionar informació meteorològica mitjançant el seguiment, l'anàlisi i la predicció del temps i del clima, competint amb els processos de recerca aplicada per tal de proporcionar informació adequada en situacions diverses, com en el cas de desastres naturals, les inundacions i les sequeres extremes que afecten, limiten o interfereixen en les activitats diàries de la societat brasilera.